# John Barrowman
Pour les articles homonymes, voir John et Barrowman.
John Barrowman est un acteur, chanteur et présentateur de télévision britanno-américain, né le 11 mars 1967 à Mount Vernon (en), Glasgow (Écosse). Il s'installe dans son enfance aux États-Unis, dont il prend la nationalité en 1985.
Il est connu pour avoir tenu le rôle principal du capitaine Jack Harkness dans les séries britanniques Doctor Who et Torchwood, pour celui de Patrick Logan dans la sixième saison de Desperate Housewives et plus récemment pour avoir joué Malcolm Merlyn dans Arrow.

## Biographie

### Enfance et formation
John Barrowman passe les huit premières années de sa vie en Écosse, à Glasgow. Sa mère est chanteuse et travaille dans un magasin de disques. Son père travaille pour la société Caterpillar et en 1976, il est muté dans l'Illinois aux États-Unis. La famille s'installe alors à Joliet, où John fréquente le lycée local. Grâce aux encouragements d'un professeur d'anglais, John participe aux concours inter-lycée d'éloquence. Au lycée, il joue aussi dans plusieurs pièces et comédies musicales.
En 1985, après avoir terminé ses études secondaires, il déménage à San Diego, en Californie pour étudier les arts du spectacle à l'USIU (United States International University). Dans le cadre d'un programme d'échange, il retourne au Royaume-Uni en 1989.

### Carrière

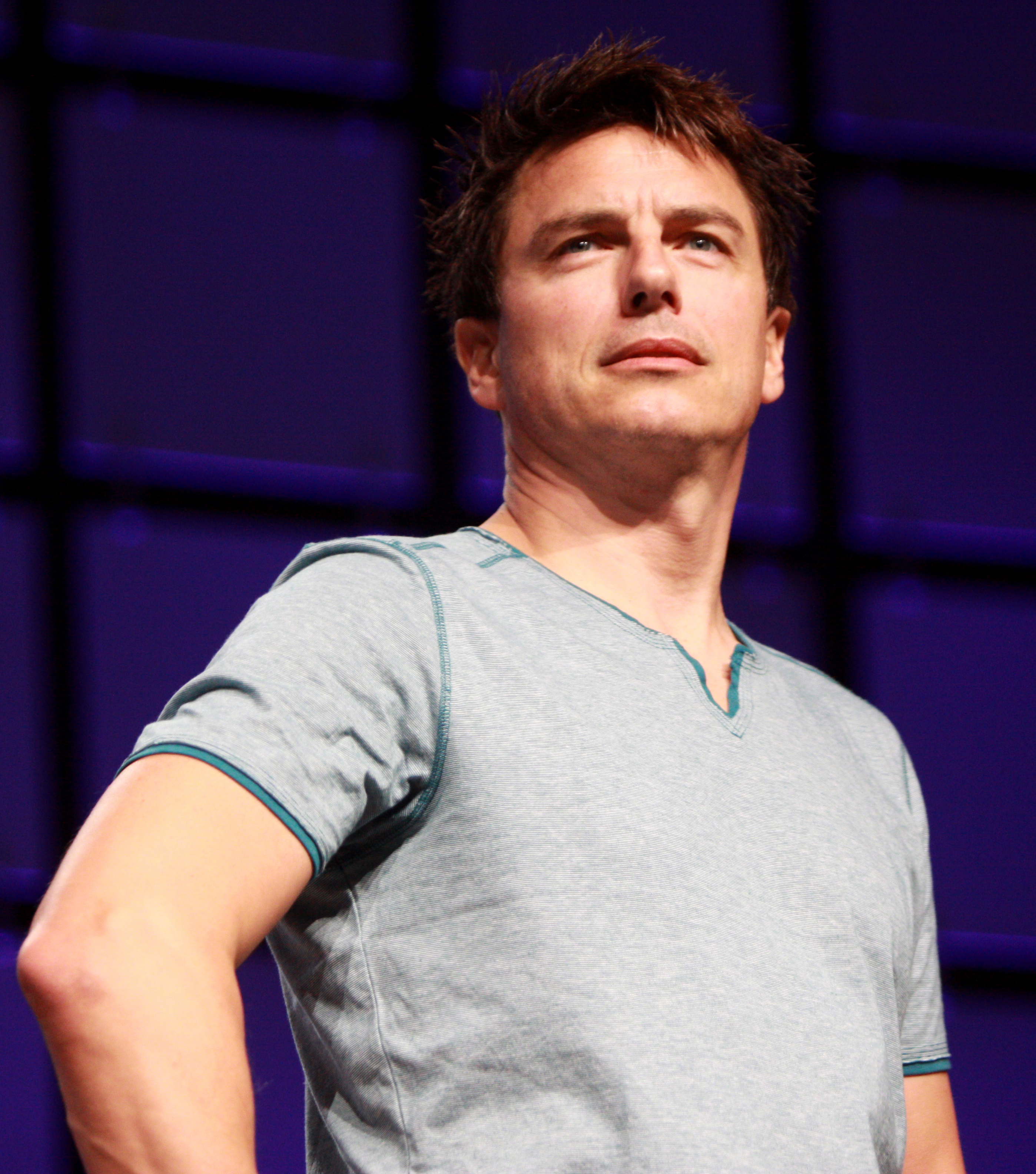
Au Phoenix Comic-Con, en mai 2013.

Il commence à Londres sa carrière de comédien. Il apparaît dans plusieurs comédies musicales jouées au West end. En 1998, il est nommé pour un Olivier Award du meilleur acteur dans la comédie musicale The fix.
De 1993 à 1995, sur BBC One, il est un des présentateurs Live & Kicking, une émission de variétés pour les enfants diffusée le samedi. De 1994 à 1996, il anime sur la même chaîne le jeu pour enfants The movie game. De 1997 à 1999, il est l'un des présentateurs du programme pour enfants 5's Company sur Channel Five.
Parallèlement, John Barrowman apparaît aux États-Unis dans des soaps opéras comme Central Park West en 1995. Le spectateur le retrouve ensuite en 2000 dans Titans, la série de NBC avec Yasmine Bleeth interrompue au bout de treize épisodes. En 2002, il est tête d'affiche en interprétant le rôle de Ben Carpenter dans Shark Attack 3: Megalodon de David Worth.
Au cinéma, il s'illustre en 2004 dans De-Lovely dans un duo avec Kevin Kline mais aussi dans Les producteurs en 2005.
De 2005 à 2011, il incarne le Capitaine Jack Harkness, l'un des personnages de la série Doctor Who. En 2006, la série de science-fiction donne naissance au spin-off Torchwood centré autour de Jack Harkness, toujours incarné par John Barrowman. Avec ce rôle, il est nommé à six reprises pour différentes récompenses, à savoir les BAFTA Cymru Awards, National Television Awards, SFX Awards et TV Quick Awards.
Après avoir effectué plusieurs participations télévisuelles en 2006 et 2007 (il joue notamment les jurés dans deux télé-crochets), il présente en 2008 le jeu The Kids Are All Right en prime time sur BBC One, puis Animals at Work sur CBBC Channel. En avril et mai 2009, puis en juillet et août 2010, il présente Tonight's the Night sur BBC One.
En 2007, il sort un album solo chez Sony Music : Another Side. Après le succès de cet album, sort Music Music Music en 2008.
Continuant de jouer au théâtre, John Barrowman reprend le rôle du prince charmant dans Cendrillon en 2005, celui d'Aladdin en 2007, celui de Robin des Bois en 2008 et celui de Zaza dans La Cage aux Folles en 2009.
En 2010, il joue dans six épisodes de la sixième saison de Desperate Housewives dans un rôle à contre-emploi.
En janvier 2008, John Barrowman, âgé de 41 ans, sort son autobiographie Anything Goes écrite avec sa sœur Carole E. Barrowman. Elle est suivie de la publication en 2009 d'I Am What I Am.
En 2012, il interprète Jeremy dans Zero Dark Thirty de Kathryn Bigelow. Ce long métrage est nommé à cinq Oscars dont celui du meilleur film en 2013. Depuis cette même année, il endosse le rôle de Malcolm Merlyn dans la série Arrow. Il joue aussi ce rôle dans les séries Flash et Legends of Tomorrow.
En 2017, il annonce son départ du Arrowverse ou DCTVU et donc des séries Arrow, Flash et Legends of Tomorrow. Il reprend néanmoins son rôle dans un épisode de la saison 7 et un épisode de la saison 8 d'Arrow. 
En août 2017, il est annoncé au casting d'une suite de la série Torchwood sous la forme d'audiosodes produits par Big Finish.[réf. nécessaire]
En novembre 2018 il participe à la 18e saison de l'émission anglaise I'm a Celebrity... Get Me Out of Here !.  
Début 2020, il reprend son rôle de Jack Harkness dans la saison 12 de Doctor Who.  

### Vie privée
Homosexuel, John Barrowman est engagé dans la défense des droits LGBT et dans la lutte contre l'homophobie.
Il rencontre en 1993 son futur mari Scott Gill, avec lequel il signe le 27 décembre 2006 un partenariat civil (civil partnership). Ils se sont mariés le 2 juillet 2013 en Californie, juste après la légalisation du mariage homosexuel dans cet État. Ils vivent actuellement au Royaume-Uni.
En 2011, Barrowman a lancé sa propre gamme de soins de la peau, intitulée HIM.

## Filmographie

### Cinéma
- 1987 : Les Incorruptibles de Brian De Palma : non crédité
- 2004 : Method de Duncan Roy : Timothy Stevens
- 2004 : De-Lovely d'Irwin Winkler : Jack
- 2005 : Les Producteurs de Susan Stroman : Lead Tenor
- 2011 : Broadway : The Next Generation : lui-même
- 2012 : Zero Dark Thirty de Kathryn Bigelow : Jeremy
- 2013 : All Stars de Ben Gregor : Matthew

### Télévision
- 1995 - 1996 : Central Park West de Darren Star : Peter Fairchild (21 épisodes)
- 2000 : Putting It Together : le jeune homme
- 2000 - 2001 : Titans de Charles Pratt Jr. : Peter Williams (14 épisodes)
- 2002 : Shark Attack 3: Megalodon (téléfilm) de David Worth : Ben Carpenter
- 2005 - 2010 : Doctor Who : le capitaine Jack Harkness
- 2006 - 2011 : Torchwood : le capitaine Jack Harkness
- 2009 : Tonight's the Night : lui-même / le capitaine Jack Harkness
- 2009 : My Family : le docteur (invité)
- 2010 : Desperate Housewives de Marc Cherry : Patrick Logan (6 épisodes)
- 2012 - 2019  : Arrow : Malcolm Merlyn (54 épisodes)
- 2012 : Les Arnaqueurs VIP : Dr Dean Deville
- 2013 : Gilded Lilys (téléfilm) : Julius Ashford Lily
- 2013 : The Five(ish) Doctors Reboot (téléfilm) : lui-même
- 2013 : Scandal (saison 2 épisode 21)  : Le communicant de la première Dame
- 2015 : Superhero Fight Club : Malcolm Merlyn court-métrage)
- 2015 - 2017 : Flash : Malcolm Merlyn (2 épisodes)
- 2016 : Reign (saison 3 épisode 17) : Monroe
- 2016 - 2017 : Legends of Tomorrow : Malcolm Merlyn (6 épisodes)
- 2018 : Elseworlds : Malcolm Merlyn/Officier de police
- 2020  - 2021 : Doctor Who : le capitaine Jack Harkness

#### Émissions et programmes de flux
- 2014 : Pressure Pad (jeu télévisé), National Lottery Stars 2014 (émission spéciale)

## Distinctions

### Récompenses
- 2007 : Logo NewNowNext Awards du meilleur baiser partagé avec Gareth David-Lloyd dans une série télévisée dramatique pour Torchwood

### Nominations
- 2007 : BAFTA Cymru du meilleur acteur dans une série télévisée dramatique pour Torchwood
- 2007 : TV Quick Awards du meilleur acteur dans une série télévisée dramatique pour Torchwood
- 2008 : New York International Independent Film & Video Festival du meilleur acteur dans une série télévisée dramatique pour Torchwood
- 2008 : SFX Awards du meilleur acteur dans une série télévisée dramatique pour Torchwood
- 2008 : SyFy Portal Genre Awards du meilleur acteur dans une série télévisée dramatique pour Torchwood
- 2008 : TV Quick Awards du meilleur acteur dans une série télévisée dramatique pour Torchwood
- 2010 : TV Quick Awards du meilleur acteur dans une série télévisée dramatique pour Torchwood
- 2012 : National Television Awards de l'acteur le plus populaire dans une série télévisée dramatique pour Torchwood

## Discographie
| Année | Album                                  | Autre artiste               | Label               | Notes                                                                        |
| ----- | -------------------------------------- | --------------------------- | ------------------- | ---------------------------------------------------------------------------- |
| 1994  | Songs from Grease                      | John Barrowman              | JAY Records         |                                                                              |
| 1994  | Godspell                               | London Cast                 | JAY Records         |                                                                              |
| 1997  | Aspects of Lloyd Webber                | John Barrowman              | Jay Productions     |                                                                              |
| 1998  | The Fix                                | Troupe originale de Londres | Relativity          |                                                                              |
| 1998  | Hey M. Producer!                       | Plusieurs artistes          | First Night Records | Interprète de One, Two, Three de The Fix                                     |
| 2002  | The Musicality of Andrew Lloyd Webber  | Plusieurs artistes          | JAY Records         | Interprète Any Dream Will Do de Joseph and the Amazing Technicolor Dreamcoat |
| 2002  | Essential Songs of Andrew Lloyd Webber | Plusieurs artistes          | Metro Music         | Interprète High Flying, Adored d'Evita                                       |
| 2002  | Greatest Songs from the Musicals       | Plusieurs artistes          | Soho                | Interprète Can You Feel the Love Tonight du Roi lion et Grease de Grease     |
| 2002  | Loving You                             | Plusieurs artistes          | JAY Records         | Interprète Can You Feel the Love Tonight du Roi lion                         |
| 2003  | Anything Goes                          | Troupe londonienne de 2003  | First Night Records |                                                                              |
| 2003  | Reflections from Broadway              | John Barrowman              | JAY Records         | Album studio                                                                 |
| 2004  | Swings Cole Porter                     | John Barrowman              | JAY Records         | Album studio qui atteint la 19e place au US Jazz Billboard Chart.            |
| 2004  | De-Lovely                              | Bande originale             | Columbia            | Interprète Night and Day                                                     |
| 2004  | Les Producteurs                        | Bande originale             | Sony BMG            | Interprète Springtime for Hitler                                             |
| 2006  | Just So                                | World Premiere Cast         | First Night Records |                                                                              |
| 2007  | Aspects of Lloyd Webber                | John Barrowman              | JAY Records         | Album studio (ré-édition de son album de 1997)                               |
| 2007  | Another Side (en)                      | John Barrowman              | Sony BMG            | Studio album (premier album pop) - atteint la 22e place au UK Albums Chart.  |
| 2008  | The Essential John Barrowman           | John Barrowman              | Metro/Union Square  | Album compilation                                                            |
| 2008  | Music Music Music                      | John Barrowman              | Epic/Sony UK        | Album studio (second album pop) - atteint la 35e place au UK Albums Chart.   |
| 2009  | At His Very Best                       | John Barrowman              | Metro/Union Square  | Compilation                                                                  |
| 2010  | John Barrowman                         | John Barrowman              | Arista              | Album studio (sorti le 1er mars 2010)                                        |

## Voix françaises
En France
| - Pierre-François Pistorio dans (les séries télévisées) : - Arrow - Flash - Legends of Tomorrow - Sébastien Hébrant, (Belgique) dans (les séries télévisées) : - Doctor Who - Torchwood | Et aussi - Patrick Mancini dans Central Park West (série télévisée) - Arnaud Arbessier dans Titans (série télévisée) - Serge Faliu dans Desperate Housewives (série télévisée) - Yann Guillemot dans Scandal (série télévisée) |